# Lupinus bolivianus
Lupinus bolivianus är en ärtväxtart som beskrevs av Charles Piper Smith. Lupinus bolivianus ingår i släktet lupiner, och familjen ärtväxter. Inga underarter finns listade i Catalogue of Life.